# Pelasgis ectopolia
Pelasgis ectopolia är en fjärilsart som beskrevs av George Francis Hampson 1916. Pelasgis ectopolia ingår i släktet Pelasgis och familjen mott. Inga underarter finns listade i Catalogue of Life.